# Florian Schikowski
Florian Schikowski (* 10. Juni 1998 in Düsseldorf) ist ein deutsch-polnischer Fußballspieler, der beim Oberligisten  TVD Velbert unter Vertrag steht.

## Karriere
Schikowski spielte in seiner Jugend beim SC Unterbach in Erkrath, für Bayer 04 Leverkusen sowie für Borussia Mönchengladbach. 2017, nach der A-Jugend, schloss er sich dem polnischen Erstligisten Lechia Gdańsk an, bei dem er für drei Jahre unterschrieb.
Nachdem er jedoch in Danzig wenig Spielpraxis erhalten hatte, kehrte er auf Leihbasis ins Rheinland zurück und verbrachte die Saison 2018/19 beim Regionalligisten SV Straelen. Zur Saison 2020/21 kehrte Schikowski vollständig nach Deutschland zurück und schloss sich dem Oberligisten TVD Velbert an.
Schikowski spielte 17-mal für polnische Junioren-Nationalmannschaften.

## Familie
Sein Bruder Patrick Schikowski ist ebenfalls ein professioneller Fußballspieler.